# Сан Клаудио Стационе-Тродика (Мачерата)
Сан Клаудио Стационе-Тродика (итал. San Claudio Stazione-Trodica) насеље је у Италији у округу Мачерата, региону Марке.
Према процени из 2011. у насељу је живело 228 становника. Насеље се налази на надморској висини од 79 м.